# Línea Chinchilla-Cartagena
La línea Chinchilla-Cartagena es la principal línea de comunicación ferroviaria de la Región de Murcia.
Forma parte del eje ferroviario Madrid-Cartagena. Su inicio se encuentra en el p.k. 298 de la línea Madrid-Valencia por Alcázar de San Juan, en el municipio albaceteño de Chinchilla de Montearagón. Siguiendo la catalogación de Adif, es la línea «320».

## Historia

### Construcción
Cartagena, con su arsenal militar y su posición en el Mediterráneo, no pasaba desapercibida a los ojos del ferrocarril, ni tampoco lo hizo para la Compañía de los Ferrocarriles de Madrid a Zaragoza y Alicante (MZA). Desde 1852 se venían estudiando distintas alternativas para la construcción de un ramal que partiera de la línea Madrid-Alicante hasta Murcia y Cartagena. Finalmente el gobierno sacó a subasta en 1860 la concesión ferroviaria, que iría por Albacete. Como en otras ocasiones, José de Salamanca se hizo con la concesión para finalmente transferirla a MZA.
A pesar de la polémica que surgió en torno al punto de enlace con el ramal que iría finalmente a Cartagena, Albacete ganó finalmente la apuesta y para 1863 ya se encontraban inaugurados algunos tramos, como la sección Murcia-Cartagena. Si bien ya funcionaba el servicio en la zona baja de la línea, en la zona alta después de algunas discusiones pudo también completarse el trabajo a un ritmo rápido y así, la línea completa (con unos 240 km en total) fue finalizada oficialmente el 27 de abril de 1865. El punto de enlace, después de tanta polémica, estuvo realmente en Chinchilla, no muy lejos de Albacete.

### Explotación y evolución
Con el paso de los años el ferrocarril original se fue complementando con otras líneas de nueva construcción que entraron en servicio. La línea Murcia-Alicante, construida por la Compañía de los Ferrocarriles Andaluces e inaugurada en 1884, enlazaba con el trazado de MZA en la zona de Alquerías-El Reguerón. Unos años después también se conectaría con la línea Murcia-Lorca a través de la estación de Alcantarilla-Campoamor. Algo más tardía es la conexión con línea Murcia-Caravaca, inaugurada en 1933, que de hecho se cruzaba con el trazado Chinchilla-Cartagena en la estación de Alguazas.
En 1941, con la nacionalización de los ferrocarriles de ancho ibérico, la línea pasó a manos de RENFE.
Desde el 31 de diciembre de 2004 Renfe Operadora explota la línea mientras que Adif es la titular de las instalaciones ferroviarias.
A partir del 28 de febrero de 2022, la línea Chinchilla-Cartagena tiene el tráfico ferroviario interrumpido por obras del corredor mediterráneo y su soterramiento a su paso por Murcia, por tanto, el recorrido de los trenes finaliza en la estación de Archena-Fortuna para después realizar un transbordo por autobús para llegar hasta Murcia y Cartagena.

## Variante de Camarillas[3]
La variante de Camarillas, inaugurada el 21 de marzo de 2019, es un nuevo trayecto de 26,8 km que discurre entre los términos municipales de Hellín (Albacete) y Cieza (Murcia), 17 km menos que el antiguo trazado, que bordeaba el pantano de Camarillas, lo que obligaba a reducir la velocidad de los trenes para evitar el riesgo de desprendimiento.Sus características técnicas, que permiten velocidades máximas de 220–250 km/h, y el acortamiento del trayecto, han permitido el ahorro de unos 20 minutos de viaje entre Madrid y Cartagena.El primer proyecto de la variante fue redactado al final del mandato de Felipe González, con Josep Borrell al frente del ministerio de Obras Públicas, pero quedó pendiente hasta la llegada al Gobierno de Rodríguez Zapatero. En 2010, las obras se paralizaron cuando ya estaban acabadas la infraestructura y la plataforma sobre la que discurren las vías.
La alternativa seleccionada fue la HC4, que evita el rodeo por la Sierra del Puerto y su aproximación a la población de Calasparra, cuya estación ha quedado fuera de servicio.El nuevo trazado comienza en el punto kilométrico 363+900 al norte de la estación de Agramón, cruza mediante un túnel de 2,5 km perpendicularmente la Loma de la Cañada de Toril. Bordea la Sierra de la Cabeza del Asno y se mantiene sensiblemente paralela a la rambla de Agua Amarga hasta su enlace con la vía preexistente en el punto kilométrico 403+500 aunque el final de la variante se considera el p.k, 409+800. Cruza la rambla del Saltador con un viaducto de 100 m, la sierra mediante cuatro túneles de 2500 m, 275 m, 300 m y 400 m de longitud y la rambla del Judío con un viaducto de 350 m. La variante ha supuesto la eliminación de 11 pasos a nivel entre Agramón y Cieza, ocho de los cuales están en la Región de Murcia.